# Marc Celi Rufus
Marc Celi Rufus (llatí: Marcus Caelius Rufus) va ser un magistrat romà i també un escriptor elegant i un eloqüent orador del segle i aC. Era fill d'un ric cavaller romà del mateix nom. Va néixer a Puteoli el 28 de maig del 82 aC. Formava part de la gens Cèlia, una gens romana d'origen plebeu.
Va ser deixeble de Marc Licini Cras i de Ciceró, que li va donar consells sobre els seus estudis, sobretot en oratòria. Marc Celi Rufus va estar al costat de Ciceró mentre aquest era pretor l'any 66 aC i els dos anys següents. Però quan Ciceró va ser cònsol l'any 63 aC es va acostar a Catilina, que pel que sembla tenia gran predicament entre la joventut romana de l'època. Segons el mateix Ciceró no va participar en cap moment en la conspiració.
L'any 59 aC va acusar Gai Antoni Hibrida, el col·lega de Ciceró en el consolat del 63 aC, d'estar implicat a la conspiració de Catilina, i encara que Ciceró va donar suport al seu antic col·lega, Antoni va ser condemnat. El discurs de Celi contra Antoni Hibrida va merèixer molts elogis en el seu temps, i és lloat per Quintilià. Després va ser qüestor.
L'any 57 aC, Celi va acusar Luci Semproni Atratí de suborn, i quan aquest, defensat per Ciceró, va ser absolt, el va tornar a acusar del mateix delicte l'any 56 aC, encara que no va arribar a ser jutjat, i al seu torn, Semproni Atratí va acusar Celi d'actuació violenta per la llei Plautia de vi publica. Celi havia viscut durant molt de temps a la casa de Publi Clodi Pulcre a l'Aventí, i va ser un dels amants de la seva coneguda germana Clòdia a la que feia poc havia abandonat. Ella, en venjança, va induir a Semproni Atratí a portar-lo a judici. Les dues acusacions més importants les va fer la mateixa Clòdia. En primer lloc el va acusar d'haver-li pres diners per assassinar Dió d'Alexandria, el cap de l'ambaixada enviat per Ptolemeu XII Auletes a Roma. En segon lloc, l'acusava d'haver intentat enverinar-la. Celi va parlar en nom seu i també va ser defensat per Marc Licini Cras i per Ciceró l'any 56 aC, quan ja havia tornat de l'exili, i es conserva el discurs que va fer en defensa seva, Pro Caelio. Va estar implicat en altres judicis i conflictes, però va ser absolt d'almenys dues acusacions.
L'any 52 aC va ser tribú de la plebs i va donar suport a Miló que havia mort a Publi Clodi, però els seus esforços no van servir perquè Miló fos absolt. El mateix any va proposar una llei, juntament amb els seus nou col·legues, que permetia a Juli Cèsar ser candidat a cònsol per segona vegada en absència. L'any 51 aC va acompanyar a Ciceró fins a Cumes, quan anava a Cilícia i el mateix any va ser candidat a edil curul, i va ser elegit juntament amb Octavi August per l'any 50. Per fer uns grans jocs on es volia lluir, va demanar diners i feres a Ciceró però aquest no va voler robar als provincials i li va negar el préstec. L'any 50 aC encara mantenia correspondència amb Ciceró.
Aquest mateix any es va enfrontar amb el censor Api Claudi Pulcre i amb Luci Domicili Ahenobarb, caps aristòcrates, i com a resultat va entrar al partit de Juli Cèsar i el 49 aC va fugir al camp de Cèsar a Ravenna. Cèsar el va enviar a Ligúria per reprimir la revolta d'Intemelium, i després va seguir al dictador a Hispània i potser va ser qüestor de Gai Escriboni Curió a Àfrica durant aquell mateix any, però probablement era un Rufus diferent.
L'any 48 aC va ser recompensat pels seus serveis amb el càrrec de pretor peregrí, però es va molestar de què Gai Treboni hagués estat nomenat pretor urbà en lloc d'haver-ho estat ell i va adoptar mesures oposades a la política de Cèsar sobre deutes i confiscacions, fins que el senat va acordar deposar Rufus. Aquest va abandonar Roma amb la intenció d'unir-se a Miló, al que havia cridat des de Massília, a la Campània, i iniciar una revolta a favor de Gneu Pompeu. Miló va morir en un combat menor prop de Turis abans d'arribar Rufus. Quan va arribar va voler subornar a la guarnició de Turis per entregar-li la ciutat però va ser mort pels soldats hispans i gals de la ciutat.